# Беленгутская
Беленгутская — река в России, протекает по Кондинскому району Ханты-Мансийского автономного округа. Длина реки составляет 33 км.
Начинается из озера Малое Лохемтау под названием Лохемтавка, течёт в юго-восточном направлении через озеро Ларкутья, затем через озеро Лонино и под названием Месказонкина протекает озёра Катыльятское и Деревенское. Далее течёт на восток через озеро Мохман; до него называется Нижняя, после — Мохман. Устье реки находится в озере Ятантор вблизи истока реки Вершинная.
Долина реки сильно заболочена, местами поросла лесом. На восточном берегу озера Деревенского стоят избы Беленгут.
Основной приток — река Окуневка — впадает слева в озеро Деревенское.
Река является основным водотоком Беленгутской системы озёр. Ихтиофауна Беленгутской системы насчитывает 11 видов: плотва, елец, пескарь, гольян, карась, язь, линь, ерш, щука, окунь, налим. Преобладающая водная растительность — камыш, тростник, рогоз, осоки, кубышка, валлиснерия спиральная, вахта трехлистная.

## Данные водного реестра
По данным государственного водного реестра России относится к Иртышскому бассейновому округу, водохозяйственный участок реки — Конда, речной подбассейн реки — Конда. Речной бассейн реки — Иртыш.
Код объекта в государственном водном реестре — 14010600112115300018003.